# Axmouth
Axmouth est un village et une paroisse civile du Devon, en Angleterre. Il est situé dans l'est du comté, à l'embouchure de l'Axe (en), fleuve côtier se jetant dans la baie de Lyme.

## Toponymie
Axmouth est un nom d'origine vieil-anglaise qui fait référence à la position géographique du village à l'embouchure (mūtha) de l'Axe, fleuve dont le nom est quant à lui d'origine celtique. Il est attesté pour la première fois vers 880 sous la forme Axanmuthan. Dans le Domesday Book, compilé en 1086, le village est appelé Alsemuda.

## Histoire
La première mention écrite d'Axmouth figure dans le testament du roi anglo-saxon Alfred le Grand, dressé vers 880. Il fait partie des domaines que le roi lègue à son plus jeune fils Æthelweard.

## Démographie
Au recensement de 2011, la paroisse civile d'Axmouth comptait 496 habitants.